# 1805 a tudományban
Az 1805. év a tudományban és a technikában.

## Technika
- Elkészül Joseph Marie Jacquard francia feltaláló találmánya, a lyukkártyás vezérlésű mintázó berendezéssel ellátott szövőszék.

## Meteorológia
- A brit flotta tisztje, Francis Beaufort kidolgozza a tengeri szél erősségének megfigyelésére és osztályozására szolgáló Beaufort szélerősség-skálát.

## Születések
- február 13. – Peter Gustav Lejeune Dirichlet német matematikus. Fontos eredményeket ért el számelméletben, az analízisben és a mechanikában († 1859)
- május 10. – Alexander Braun német botanikus, aki főként a növények természetes rendszertanának fejlesztésével és alaktani vizsgálatokkal foglalkozott († 1877)
- augusztus 4. – William Rowan Hamilton ír matematikus, fizikus, csillagász; ő találta fel a kvaterniókat († 1865)
- november 28. – John Lloyd Stephens amerikai felfedező, író; újra felfedezte a maja civilizációt († 1852)
- december 16. – Isidore Geoffroy Saint-Hilaire francia zoológus († 1861)
- december 21. – Thomas Graham skót kémikus, a kolloidok első jelentős kutatója  († 1869)

## Halálozások
- január 23. – Claude Chappe francia feltaláló. 1792-ben mutatta be társaival közösen fejlesztett, a gyakorlatban is jól bevált szemaforrendszerét (* 1763)